# Arroyo de Piedra, Veracruz
Arroyo de Piedra är en ort i Mexiko.   Den ligger i kommunen Actopan och delstaten Veracruz, i den sydöstra delen av landet, 280 km öster om huvudstaden Mexico City. Arroyo de Piedra ligger 68 meter över havet och antalet invånare är 419.
Terrängen runt Arroyo de Piedra är platt åt sydost, men åt nordväst är den kuperad. Terrängen runt Arroyo de Piedra sluttar österut. Runt Arroyo de Piedra är det ganska tätbefolkat, med 56 invånare per kvadratkilometer. Närmaste större samhälle är Zempoala, 7,3 km öster om Arroyo de Piedra. Omgivningarna runt Arroyo de Piedra är en mosaik av jordbruksmark och naturlig växtlighet.